# Hidehito Shirao
Hidehito Shirao (japanisch 白尾 秀人 Shirao Hidehito; * 30. September 1980 in der Präfektur Kagoshima) ist ein ehemaliger japanischer Fußballspieler.

## Karriere
Shirao erlernte das Fußballspielen in der Schulmannschaft der Yoron High School, Kunimi High School und der Universitätsmannschaft der Kokushikan-Universität. Seinen ersten Vertrag unterschrieb er 2003 bei den Ventforet Kofu. Der Verein spielte in der zweithöchsten Liga des Landes, der J2 League. Für den Verein absolvierte er 23 Ligaspiele. Danach spielte er bei den Matsumoto Yamaga FC, V-Varen Nagasaki und FC Ryukyu. Ende 2008 beendete er seine Karriere als Fußballspieler.